# American Rose Society
La American Rose Society (ARS, sociedad americana de las rosas) es una asociación americana, sin ánimo de lucro, dedicada al cultivo y al conocimiento de las rosas. 
Fundada en 1892, la ARS es una asociación nacional que agrupa alrededor de 15000 socios, particulares o profesionales, organizados en 400 asociaciones locales o afiliadas. Es miembro de la federación mundial de las sociedades de la rosa. 
La ARS organiza concursos de rosas y publica una revista mensual, American Rose. 
Su sede se encuentra en el recinto de la American Rose Center cerca de Shreveport en Luisiana. En su sede se encuentra una Rosaleda compuesta de 20000 plantas de rosales de unas 400 variedades antiguas y modernas. 
Su presidente actual es Steve Jones.